# Karol Pocheć
Karol Pocheć (ur. 1981) – polski aktor filmowy i teatralny.

## Życiorys
W 2003 r. ukończył Policealne Studium Aktorskie „L'Art Studio” w Krakowie, a w 2007 r. Wydział Aktorski Akademii Teatralnej im. Aleksandra Zelwerowicza w Warszawie.
W 2007 r. otrzymał nagrodę za najlepszą drugoplanową rolę męską na IV Międzynarodowym Festiwalu Szkół Teatralnych w Warszawie oraz I Nagrodę Ministra Kultury i Dziedzictwa Narodowego za role Ojca i Szewca w przedstawieniu Pułapka oraz rolę Dana Wikarego w przedstawieniu Usta pełne ptaków na XXV Festiwalu Szkół Teatralnych w Łodzi.
Od 2007 r. jest aktorem Teatru Narodowego w Warszawie. Współpracował z Teatrem Polskiego Radia oraz Teatr Telewizji Polskiej.

## Filmografia
| Rok        | Tytuł                 | Rola                                                    |
| ---------- | --------------------- | ------------------------------------------------------- |
| 2006       | Samo życie            | Aleksy „Sasza” Saszniewski                              |
| 2006       | Cold Kenya            | bramkarz                                                |
| 2008       | Glina                 | ochroniarz "Kaszany" (odc. 18, 21)                      |
| 2011       | Norbert Juras i syn   | Mirek                                                   |
| 2012       | Obława                | chory                                                   |
| 2013       | Na dobre i na złe     | Bernard Kowen (odc. 534, 542)                           |
| 2014       | Prawo Agaty           | Tomasz Milewski, znajomy Kostrzewów (odc. 60)           |
| 2015       | Skazane               | policjant (odc. 5)                                      |
| 2015, 2017 | Dziewczyny ze Lwowa   | Denis, były mąż Uliany                                  |
| 2016       | Strażacy              | Konrad Korn, brat Sebastiana (odc. 16)                  |
| 2016       | Komisja morderstw     | antykwariusz Marek Leski (odc. 11)                      |
| 2016       | Bodo                  | Wilhelm Anitsch, agent Reri (odc. 10)                   |
| 2016       | Na dobre i na złe     | psychoterapeuta Radek Rajca (odc. 644, 650)             |
| 2016       | M jak miłość          | Krzysztof Szefler, były mąż Ewy                         |
| 2016–2017  | Przyjaciółki          | Dominik, wspólnik Pawła                                 |
| 2017       | Ojciec Mateusz        | Arek Bąk, kolega „Pluskwy” (odc. 230)                   |
| 2018       | W rytmie serca        | gangster (odc. 21)                                      |
| 2018       | Ślepnąc od świateł    | patolog (odc. 4)                                        |
| 2018       | Pitbull. Ostatni pies | „Wołowina”                                              |
| 2018       | Korona królów         | Von Markward                                            |
| 2018–2019  | Za marzenia           | Karol, menadżer klubu                                   |
| 2019       | Solid Gold            | Jedynak                                                 |
| 2019       | Młody Piłsudski       | Aleksander Sulkiewicz                                   |
| 2019       | Korona królów         | Winrich von Kniprode                                    |
| 2019       | Korona królów         | Konrad Wallenrod                                        |
| 2019       | Komisarz Alex         | Jakub Cieślak, szef ochrony Sadowskich (odc. 155)       |
| 2020       | Mały zgon             | agent Witold Stawicki                                   |
| 2020       | Klecha                | Karuzo                                                  |
| 2020       | Archiwista            | doktor Andrzej Dederko, kochanek Kamili Macias (odc. 7) |
| 2020–2021  | BrzydUla 2            | doktor Artur Szczęsny                                   |
| 2021       | Chyłka: Inwigilacja   | major Janusz Doliński (odc. 5)                          |
| 2021       | Ojciec Mateusz        | ornitolog Maciej Lubawka (odc. 323)                     |
| 2021       | Mecenas Porada        | rzeczoznawca Maciej Korczak (odc. 12)                   |
| 2023       | Zatoka szpiegów       | Johann                                                  |
| 2024       | Rzeczy niezbędne      | Bronek                                                  |
| 2024       | Przesmyk              | „Skiner”                                                |
| 2025       | Kibic                 | Michał Wójcik „Kocur”, ojciec Kuby                      |
| 2025       | Niebo. Rok w piekle   |                                                         |

Opracowano na podstawie materiału źródłowego.

### Dubbing
- 2012: Totalna Porażka: Zemsta Wyspy – Sam
- 2020: Lego Gwiezdne wojny: Świąteczna przygoda – Kylo Ren[4]